# Offene Beziehung

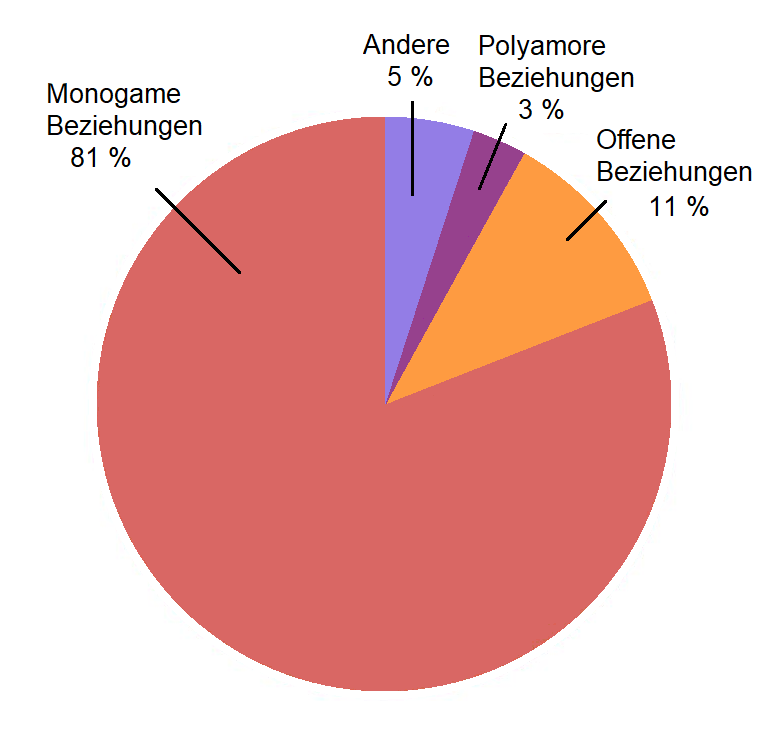
Formen von Beziehungen (Befragung von 1100 Teilnehmern, von denen sich 802 in Partnerschaften befanden; Schweiz 2018/2019).

Eine offene Beziehung oder offene Partnerschaft bezeichnet eine Beziehung (gewöhnlich zwischen zwei Personen), in der die Beteiligten voneinander wissentlich die Freiheit haben, auch andere Partner, insbesondere Sexualpartner, zu haben. Ist ein Paar, das eine offene Beziehung vereinbart hat, verheiratet, handelt es sich um eine offene Ehe. Offene Beziehungen erweitern das Konzept der Selbstbestimmung von Individuen auf die sexuelle Selbstbestimmung und stehen insofern in Konflikt mit konventionellen Erwartungen an Beziehungen und Moralvorstellungen.

## Historie
Von 1900 bis 1968 (DDR) bzw. 1973 (Bundesrepublik) machte sich bei einer offenen Ehe der Ehemann wegen schwerer Kuppelei (§ 181 Nr. 2 StGB a. F.) strafbar.
Nena und George O’Neill veröffentlichten 1972 Open Marriage. Dies führte in den Vereinigten Staaten erstmals zu öffentlichen Fernsehdiskussionen über alternative Lebensstile. Dies wird als eines der signifikanten Ereignisse des 20. Jahrhunderts gewertet, die zur Spannung zwischen zwei unterschiedlichen Lebensauffassungen beigetragen haben: Die eine sieht sexuelle Beziehungen nur in einer festen Partnerschaft legitimiert und als notwendige Komponente für das gemeinsame Glück. Die andere sieht Sex als wichtige Erfahrung und eigenständige Entfaltungsmöglichkeit des einzelnen Menschen. Der Versuch, diese beiden Sichtweisen zu versöhnen, kann als eine grundlegende Dynamik für die Veränderung des sexuellen Verhaltens in den Vereinigten Staaten des 20. Jahrhunderts gesehen werden und führte zu einer öffentlichen Diskussion über alternative Lebensformen. Im Zuge der sexuellen Revolution wurde das Konzept einer offenen Beziehung auch in anderen Ländern diskutiert und als wichtiger Schritt zu der von links-libertären Kreisen propagierten Befreiung des Menschen gesehen.

## Offene Beziehung versus Polyamorie
Offene Beziehung wird zuweilen als Synonym für Polyamorie oder polyamore Beziehung gebraucht, jedoch besteht ein Unterschied in der Definition der beiden Begriffe: Die Offenheit in einer offenen Beziehung beschreibt vorrangig den sexuellen Aspekt einer nicht ausschließlichen Beziehung; Polyamorie hingegen erlaubt, mehrere Bindungen (sexueller oder emotionaler Natur) einzugehen, die zu langfristigen Beziehungen führen:
- Einige Partner vereinbaren Beziehungen, die das Teilen von Sexualität außerhalb der Hauptbeziehung erlauben, aber nicht das Teilen von weitergehenden Gefühlen, z. B. Swinger; solche Beziehungen sind offen, jedoch nicht polyamourös.
- Einige Partner legen in ihren Beziehungen strikte Beschränkungen dahingehend fest, welche zusätzlichen Partner (oft aus einem Freundschaftskreis) erlaubt sind und welche nicht; diese Beziehungen sind polyamourös, jedoch nicht offen.
- Einige Menschen betrachten Polyamorie als ihre ideelle Orientierung. Sie betrachten sich selbst als fähig und willens, mehrere Liebesbeziehungen zu führen, während sie offene Beziehung als eine Beschreibung dafür verwenden, wie sie Polyamorie leben und verwirklichen. Sie würden für sich selbst sagen: „Ich bin polyamourös. Mein Hauptpartner und ich haben eine offene Beziehung mit folgenden Regeln …“

Insgesamt gesehen überlappen sich die beiden Begriffe. Von Menschen, denen der Begriff Polyamorie nicht vertraut ist, wird die Wendung offene Beziehung daher häufig anstelle des Begriffs Polyamorie gebraucht.

## Film
- Offene Zweierbeziehung, Komödie von Dario Fo

### Sachliteratur
- Nena O’Neill: Open Marriage: A New Life Style for Couples, M. Evans, 1984, ISBN 0-87131-438-X (erstmals 1972).
- Oliver Schott: Lob der offenen Beziehung. Über Liebe, Sex, Vernunft und Glück, Berlin 2010, ISBN 978-3-86505-704-4.
- Ehe und Moral (engl. Marriage and Morals), 1929 von Bertrand Russell geschrieben, schildert basierend auf einer profunden Analyse der Prozesse und Einflüsse, die zu den Familienstrukturen des 19. Jahrhunderts geführt haben, die Zukunft der familiären Beziehungen aufgrund der einsetzenden sozialen Veränderungen. Russel plädiert darin für einen Verzicht auf Monogamie als Wertvorstellung und einem Vorrang für die Selbstbestimmung innerhalb von Partnerschaften und Ehen.
- The Ethical Slut: A Guide to Infinite Sexual Possibilities von Dossie Easton und Janet W. Hardy (ursprünglich unter dem Pseudonym Catherine A. Liszt), Greenery Press, 1998, ISBN 1-890159-01-8. Das Buch ist 2009 in 2. Edition unter dem Titel Ethical Slut: A Roadmap for Relationship Pioneers neu erschienen. Celestial Arts, ISBN 1-58761-337-9. Auf Deutsch erschienen: * Schlampen mit Moral : eine praktische Anleitung für Polyamorie, offene Beziehungen und andere Abenteuer von Dossie Easton und Janet W. Hardy (ursprünglich unter dem Pseudonym Catherine A. Liszt), München: mvg-Verlag, ISBN 978-3-86882-508-4.
- Redefining our Relationships, Wendy-O Matik, Defiant Times Press 2002, ISBN 978-1-58790-015-0.
- Mehr als eine Liebe: Polyamouröse Beziehungen, herausgegeben von Laura Méritt, Traude Bührmann und Nadja Boris Schefzig, ihre Erfahrungen beschreiben (Orlanda Frauenverlag, Berlin 2005).
- Lesbian Polyfidelity von Celeste West beschreibt neben – zu einem großen Teil von der sexuellen Orientierung unabhängigen – emotionalen Aspekten wie den Umgang mit Eifersucht und dem Setzen angemessener Grenzen viele praktische Gesichtspunkte wie Zeitmanagement durch Verzicht auf Unwesentliches, Kinder in nichtmonogamen Beziehungen oder die Aussichtslosigkeit von Don’t Ask – Don’t Tell-Beziehungen.

### Biografien und Berichte
- Nigel Nicolson: Portrait of a Marriage. (Biografisches Buch über die Ehe von Vita Sackville-West und Harold Nicolson, basierend auf Aufzeichnungen von Vita)
- Manfred Flügge: Gesprungene Liebe: die wahre Geschichte zu „Jules und Jim“. 1. Auflage. Aufbau-Taschenbuch-Verlag, 1996, ISBN 3-7466-1333-7.
- Henri-Pierre Roché: Jules et Jim.
- Ilse Lange (Hrsg.): Arnold Zweig, Beatrice Zweig, Helene Weyl: Komm her, wir lieben dich. Briefe. Aufbau Verlag, Berlin 1996, ISBN 3-351-03439-3.
- Jennifer Gates: Survivors of an Open Marriage. KiWE Publishing, Spokane, Washington 2002, ISBN 1-931195-18-8. Dieses Buch beschreibt detailliert die Entwicklung eines Paares, welches sich inspiriert durch ein Buch von Nena und George O’Neill entschließt, eine offene Ehe zu führen, und dies nach schmerzhaften Erfahrungen als bedauerlichen Fehler aufgibt und sich traditionellen Werten zuwendet.